# تامیلا خیمیچ
تامیلا خیمیچ (اوکراینی: Таміла Хіміч؛ زادهٔ ۱۳ سپتامبر ۱۹۹۴) بازیکن فوتبال اهل اوکراین است.
وی همچنین در تیم ملی فوتبال زنان اوکراین بازی کرده‌است.